# Ilaria D'Amico
Ilaria D'Amico (Roma, 30 agosto 1973) è una conduttrice televisiva, giornalista e attivista italiana.
Specializzata nel ramo sportivo, ha anche seguito la cronaca politica italiana e internazionale; sulla piattaforma in chiaro ha lavorato per Rai e LA7, mentre sulla pay TV ha lavorato dal 2003 al 2020 per Sky Sport, testata di Sky Italia, come anchorwoman delle trasmissioni dedicate al campionato di serie A e, negli ultimi due anni di permanenza nella rete, della UEFA Champions League.
Ha anche esperienze nel campo della narrativa: nel 2012 ha pubblicato un romanzo, Dove io non sono.

## Biografia
Studentessa in giurisprudenza alla "Sapienza" di Roma, era inizialmente orientata all'avvocatura come penalista, ma, come raccontò in seguito, sarebbe stata più propensa a intraprendere la carriera in magistratura per evitare di assumere la difesa di imputati il cui comportamento non approvasse eticamente; i suoi studi terminarono comunque a quattro esami dalla laurea a 24 anni nel 1997 perché ricevette la chiamata di Renzo Arbore, conosciuto tramite l'amico di famiglia Arnaldo Santoro, che la volle a Rai International nel programma televisivo La giostra del gol, trasmissione calcistica destinata agli italiani all'estero.
La scelta di Arbore fu motivata dalla sua convinzione che Ilaria D'Amico incarnasse il prototipo di donna mediterranea che avrebbe potuto risultare familiare all'audience del programma.

### Attività giornalistica e televisiva
Grazie alla collaborazione con Gianfranco De Laurentiis che curava la parte editoriale della trasmissione, D'Amico acquisì padronanza della materia calcistica, che le permise di assumere la conduzione, su quello stesso canale, degli speciali relativi ai mondiali del 1998 e successivamente agli europei del 2000.
Divenuta giornalista pubblicista nel 2001, fu poi a Rai Tre per Cominciamo bene Estate, la cui conduzione mantenne per tre stagioni in coppia con Corrado Tedeschi.
A novembre 2002 debuttò sulla piattaforma satellitare conducendo per Stream W l'Italia, programma di intrattenimento giornalistico con Sandro Curzi e Vittorio Feltri.
Con la fusione di Stream e TELE+ in Sky Italia passò nel 2003 alla nuova emittente conducendo SKY Calcio show, approfondimento delle partite di Serie A; in chiaro continuò sulla TV pubblica con la conduzione di una stagione di Italia che vai (Rai Uno, 2003-04) e Timbuctu nell'estate del 2004 su Rai Tre mentre per Mediaset nel 2004-05 condusse la stagione di debutto di Campioni, il sogno su Italia 1.
Il 20 marzo 2006, su Sky TG24, andò in onda un'intervista di 31 minuti realizzata da Ilaria D'Amico all'allora presidente della Libia Muʿammar Gheddafi in una tenda nel deserto nordafricano.
Nel 2009 ricevette il Premio Ischia come «Giornalista sportivo dell’anno».
Conduttrice per quattro anni del magazine televisivo Exit su LA7, nel 2011 abbandonò la piattaforma in chiaro a seguito di un contratto triennale di esclusiva firmato con Sky Italia.
Oltre a condurre Sky Calcio show fino a tutta la stagione 2017-18, fu la presentatrice del programma di Sky TG 24 Lo spoglio, tribuna politica dei candidati alle elezioni politiche del 2013.
Nell'estate 2018 terminò la conduzione, dopo 15 edizioni, di Sky Calcio show per passare all'impegno infrasettimanale della trasmissione d'approfondimento della Champions League, mantenuto per ulteriori due stagioni finché, nell'estate 2020, D'Amico comunicò la sua volontà di non proseguire a lavorare nel giornalismo sportivo; qualche mese più tardi rivelò che una delle principali cause che accelerò una decisione comunque valutata da tempo fu la malattia della sua sorella maggiore, che morì un mese dopo il ritiro di D'Amico da conduttrice.
Tornata in Rai, da ottobre 2022 conduce una trasmissione giornalistica d'approfondimento, Che c'è di nuovo.

### Altre attività

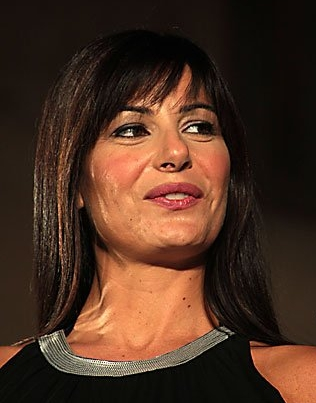
Ilaria D'Amico nel 2008

Ilaria D'Amico vanta attività e frequentazioni nel mondo cinematografico: nel 2006 fu doppiatrice del personaggio di Saphira nel film anglo-americano Eragon di Stefen Fangmeier e, l'anno successivo, fu la co-conduttrice della Notte degli Oscar per Sky Cinema insieme ad Alessia Ventura e Nicola Savino, esperienza replicata nel 2008 insieme a Fabio Volo.
Inoltre, ancora nel 2008, interpretò sé stessa nel film di Sergio Martino L'allenatore nel pallone 2.
Sostenitrice della tutela delle libertà personali, nel 2005 fu tra le attiviste di richiamo che prestarono il proprio volto e la propria voce alla promozione dei referendum abrogativi della discussa legge 40 sulla procreazione medicalmente assistita.
Nel 2011 fu tra le co-autrici di un libro bianco, e moderatrice del convegno a latere, SorElle d'Italia: 15 proposte concrete per migliorare la vita delle donne, organizzato da Elle.
Fu anche il volto della campagna del 2012-13 Per un futuro senza fame di Oxfam, della cui sezione italiana è una degli ambasciatori.
A maggio 2012 Ilaria D'Amico esordì nella narrativa con il romanzo Dove io non sono (Bompiani), ambientato nel New Jersey di metà anni ottanta.
Nella prima serata del Festival di Sanremo 2013 fu una dei sette estemporanei "proclamatori" accoppiati a ciascuno degli artisti in gara, che avrebbero dovuto annunciarne il brano scelto per proseguire la competizione.
In quello stesso anno fece anche una breve apparizione nel 20º episodio della seconda stagione di Una mamma imperfetta, di Ivan Cotroneo e Stefano Chiantini, anche in tale occasione come interprete di sé stessa.

### Vita privata
Già legata all'imprenditore Rocco Attisani, padre del maggiore dei suoi due figli, è impegnata sentimentalmente dal 2013 con il calciatore Gianluigi Buffon, con cui ha avuto nel 2016 il suo secondo figlio e con cui si è sposata a Lucca nel 2024.
Nel 2015 Ilaria D'Amico fu indagata dalla procura di Roma per mancato versamento dell'IRPEF tra il 2009 e il 2011, irregolarità alla quale risultò completamente estranea.
Nel 2018 fu infatti condannato il suo commercialista, responsabile di appropriazione indebita di più di un milione di euro e omissione di versamenti all'agenzia delle entrate.

## Televisione
- La giostra del gol (Rai International, 1997-2003)
- Mondiali di calcio 1998 (Rai International, 1998)
- Cominciamo bene Estate (Rai Tre, 2001)
- Mondiali di calcio 2002 (Rai Uno, 2002)
- W l'Italia (Stream TV, 2002)
- Sky Calcio Show (Sky Sport, 2003-2018)
- Italia che vai (Rai Uno, 2003)
- Timbuctu (Rai Tre, 2004-2006)
- Campioni, il sogno (Italia 1, 2004-2005)
- Mondiali di calcio 2006 (Sky Sport, 2006)
- Exit - Uscita di sicurezza (LA7, 2007-2011)
- La notte degli Oscar (Sky Cinema, 2007 e 2008)
- SKY Mondiale Show (Sky Sport, 2010)
- Lo spoglio (Sky TG24, 2013)
- UEFA Euro 2016 (Sky Sport, 2016)
- Champions League (Sky Sport, 2018-2020)
- Che c'è di nuovo (Rai 2, 2022-2023)

## Filmografia
- Eragon, regia di Stefen Fangmeier (2006, doppiatrice)
- L'allenatore nel pallone 2, regia di Sergio Martino (2008)

## Opere
- Dove io non sono, Milano, Bompiani, 2012, ISBN 88-452-7054-8. (romanzo)